# Vandkunsten
 For alternative betydninger, se Vandkunsten (flertydig). (Se også artikler, som begynder med Vandkunsten)
 For alternative betydninger, se Forlaget Vandkunsten.
Vandkunsten er et springvand, der var tegnet af Johannes Magdahl Nielsen i 1910 og står på torvet af samme navn i København. Torvet Vandkunsten har sit navn efter et pumpeværk opført af Christian 3. i 1500-tallet.

## Springvandets udseende
Springvandet er en granitsøjle, som foroven ender i en kugle, der er indfattet i bronze. Indfatningen er udformet som ildflammer. Vandet kommer ud i fire stråler fra torskehoveder på granitsøjlen.
Fiskene symboliserer det tidligere fisketorv på stedet, mens flammerne og kuglen er en henvisning til, at svenskernes storm på København i februar 1659 fandt sted her. De svenske soldater trængte ind fra området, hvor Tivoli ligger i dag. På hjørnet af Vandkunsten og Gåsegade er der opsat en mindeplade til om hovedangrebet, der satte ind her, mellem Vandkunsten og Stormgade.

## Torvet og gadens historie
Torvet Vandkunsten har sit navn efter et pumpeværk opført af Christian 3. Det skulle forsyne slottet på Slotsholmen med vand, for de lokale brønde var ikke meget tjenlige, da spildevand fra de lokale garverier og offentlige dasser forurenede brøndvandet. Hyskenstræde og Magstræde er opkaldt efter "et lille hus" og en "mag" (= et offentligt lokum, bygget som en bådebro ud over vandet, hvor man kunne sidde "i ro og mag" og gøre sit fornødne ned i kanalen), mens Knabrostræde er opkaldt efter Knarrebro, der netop var sådan en bro.  Knabrostrædes navn har været forklaret som et minde om en knagende bro; men broen blev ikke bygget før i 1650'erne, mens gadens navn var kendt i 1547 som Knagerøgstræde, dvs den knagende rygs stræde, hvad der hellere kan henvise til anstrengelser ved brug af en mag. 
Rådhusstræde hed oprindeligt Vandmøllestræde, da de store vandhjul havde deres plads ved strædets ende. Da møllegraven i Løngangsstræde blev tilkastet, mistede møllehjulene deres vand, og Vandkunsten blev omgjort til et torv. Til sidst måtte pumpeværket i Vandkunsten lukke, og det lever kun videre i gadens navn. I stedet kom vand fra Emdrup sø.
Brønden på torvet blev brugt til at vande heste ved, og torvet blev brugt som losseplads. Efterhånden blev Vandkunsten et loppetorv, og lotteriet blev trukket af drenge fra opfostringshuset. 
Støvlet-Cathrine havde sin bopæl ved Vandkunsten fra 1767, da hun indledte sin forbindelse med Christian 7.
På torvet ses et gammelt vejskilt fra 1700-tallet med navnet WANDKONSTEN, nu indmuret i en nyere bygning på torvets sydøstlige hjørne (mod Frederiksholms Kanal).